# Tor tor
Tor tor ist ein großer Karpfenfisch, der auf dem Indischen Subkontinent vorkommt. Der Name beruht auf einer Vernakularbezeichnung, nämlich des verwandten „putitor“.
Zoologisch gesehen ist er ein naher Verwandter der Arten der Gattung Barbus (der er wegen der langen Barteln verschiedentlich zugeordnet wurde), allerdings mit größerer Vorliebe für turbulent strömendes Wasser, so dass er in seiner Heimat zum Teil auch den Platz der dort fehlenden Salmoniden (Forellen und Äschen) einnehmen kann.

## Vorkommen
Seine Heimat ist der gesamte Subkontinent von Pakistan bis Bangladesch, einschließlich Nepal, Bhutan und Sri Lanka; im Osten ist er dank menschlicher Hilfe bis Malaysia und China vorgedrungen, im Nordwesten nach Afghanistan. „Auswilderungen“ in Japan haben aber nicht funktioniert. Angesichts des großen, heterogenen Verbreitungsgebietes ist die genaue Artabgrenzung noch unsicher.

## Körperbau
Tor tor ähnelt in seiner Gestalt sowohl unserer Barbe als auch – entfernt – dem springenden Meeresfisch Tarpun. Seine Sprungkraft nutzt er bei der Überwindung von Wasserfällen. Die Maximallängen dürften zurzeit bei 90 cm liegen (Alter: bis zu 10 Jahren): Berichte aus früheren Zeiten von 2 m langen und fast 50 kg schweren Exemplaren sind aber glaubhaft. Weibchen werden größer als Männchen.
Als einer von sehr wenigen Fischen hat er über je zwei Muskelsegmenten immer nur eine Schuppenreihe, sonst ist dieses Verhältnis eher umgekehrt oder wenigstens 1:1. Eine funktionelle Begründung lässt sich dafür kaum finden, Gründe wie Darwins Geschlechtliche Zuchtwahl lassen sich nur vermuten. Die Färbung ist silbrig, die Flossen aber können rot sein.
Flossenformel: D I/11, A 7–8, P 19, V 9, C 19. Bauchflosse mit basalem Axilfortsatz. Der starke Dorsal-Stachel ist glatt. Die Seitenlinie läuft bogig über 22–27 Schuppen; rückenwärts gibt es 4,5, bauchwärts 2,5 Schuppenreihen, vor der Rückenflosse 9 Schuppen.
Die Lippen sind dick und fleischig. Wenn er das Maul öffnet, werden die „Lippen“ nach außen gekehrt, mit denen er Nahrung von Steinen abschaben kann. Er hat, wie alle Karpfenfische, im Kiefer keine Zähne. Aber die „Lippen“ sind durch Hornpapillen rau, doch bestehen hier sehr große Unterschiede je nach Population, auch Geschlecht – sie wirken mitunter sogar hypertrophiert (vgl. die Abb.). Es stimmt aber nicht, dass solche „Lippen“ ein Geschlechtsmerkmal von Weibchen wären. Das der Nahrungsaufnahme vom Boden angepasste Maul hilft den Fischen sich an das Bodensubstrat zu heften um starker Strömung zu widerstehen. Vorne und hinten am Oberkiefer steht je ein langer Bartel mit sehr vielen Tast- und Geschmacks-Sinnesorganen. Die Nasenlöcher und Augen sind groß (bei einigen verwandten Arten sind die Augen kleiner). Tor tor hat 100 Chromosomen und ist wohl tetraploid.
Die Schlundzähne stehen auf den Pharyngealia, wie bei allen Barben, in drei Reihen (von innen nach außen: 5, 3, 2) – sie sind aber, wie bei den Karpfenartigen stets, mit ihnen verschmolzen – sie werden nicht gewechselt, wachsen aber von der Basis her weiter. Sie wirken, wie bei den meisten Cypriniden, gegen eine Hornplatte im Schlunddach, die von einem Knochenfortsatz der Schädelbasis gestützt wird. Laut Hora (1940) heben Fischer die Pharyngealia oft als Beweis kapitaler Fänge auf.

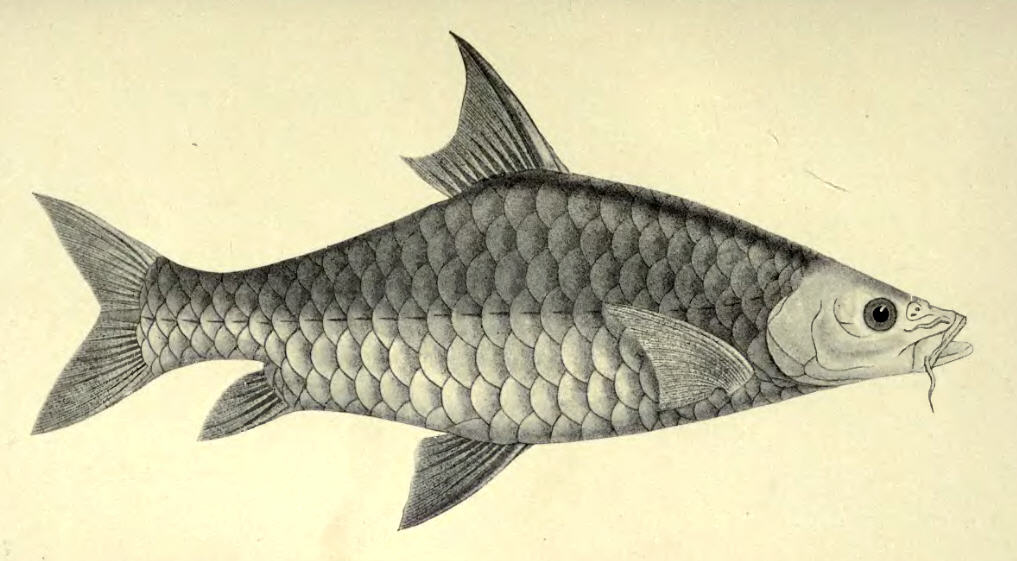
Mahseer aus dem Fluss Bhavani

Tor tor hat es zu einigem Ruhm gebracht – er ist z. B. wahrscheinlich der Fisch mit den  relativ größten Schuppen. Die Schuppen sind gelegentlich so groß, dass in Teilen Nepals daraus Spielkarten geschnitten wurden.

## Ökologie und Vermehrung
Tor tor ist ein Kalt- und Warmwasserfisch. Er kann in Flüssen, Seen und Stauseen leben die von Schmelzwasser gespeist werden und ist in warmen Seen zu finden. Auf Grund der Temperaturtoleranz ist die Gattung Tor eurytherm. Tor tor ist euryphag – er frisst also neben Benthos (Insektenlarven, Mollusken, Krebstiere, Würmer) und Plankton auch Algen von Steinen und Felsen ab (Blau-, Gold-, Kieselalgen-Aufwuchs, aber auch fädige Grünalgen, später auch Makrophyten – hauptsächlich wegen der darauf lebenden Schnecken). Seine wichtigsten Fressfeinde sind mehrere große Welsarten.
Zum Laichen braucht er kühle Gebirgsströme, zu denen er vor Beginn der Regenzeit aufsteigt. Verbauungen hindern ihn jedoch zunehmend daran, so dass vielerorts Zuchtstationen in Betrieb gegangen sind. Zwecks Heterosis werden dort auch Art-Kreuzungen erprobt, die in der Natur nicht vorkommen. Tor tor und ähnlich große Karpfenfische sind nicht nur willkommene Speisefische, sondern sollen auch Sportfischer aus aller Welt anlocken.

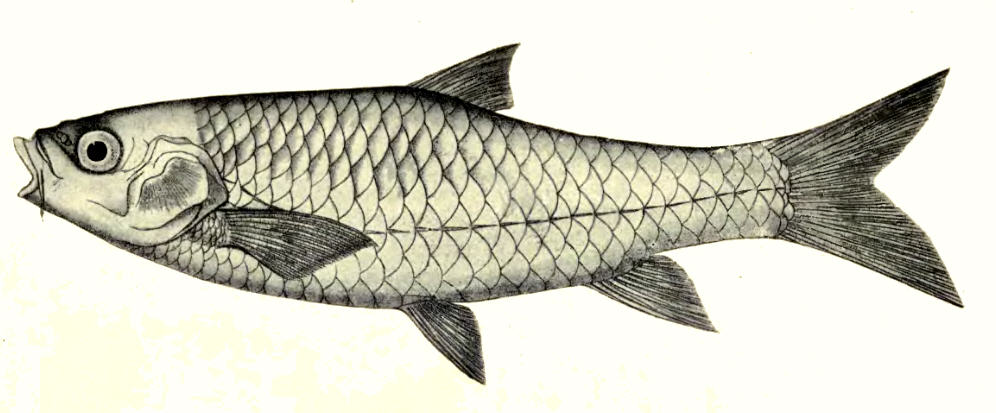
Mahseer mit gering entwickelten "Lippen" von den Westghats – aus einem berühmten britischen Anglerbuch.

Geschlechtsreif wird er mit 30–40 cm Länge (im Alter 2+ oder 3+). Er gilt aber als langsamwüchsig und langlebig. Während der Laichwanderung und bis zum Ablaichen zeigt er wenig Fresslust. Die Laichzeit liegt, je nach Region, zwischen März und September. Perlorgane (Laichausschlag) zeigen nur Männchen am Kopf (Stirn). Pro Saison kann ein großes Weibchen (75 cm) in bis zu vier Ablaich-Aktionen, hierin oft verfolgt von mehreren Männchen, ca. 136000 Eier ablegen. Die zitronengelben Eier (Durchmesser 2–3 mm) kleben an Steinen oder Felsen fest. Die erste Woche freien Lebens verbringt die Dottersacklarve noch fast unbeweglich im Geröll oder unter Steinen. Die Jungfische entwickeln sich nur mit vorwiegend tierischer Nahrung (Copepoden, Zuckmückenlarven) gut.

## Kultur
Zumindest stellenweise, in der Nähe vieler Hindutempel, gilt der Fisch als heilig, wird nicht gefangen, sondern gefüttert und wird dadurch dort bald handzahm und ist in Schulen zu beobachten. In der Fremdenverkehrswerbung wird er als „ultimative Herausforderung für Sportangler“ gepriesen, obwohl er vielerorts bereits ausgerottet ist. Die International Union for Conservation of Nature and Natural Resources (IUCN) stuft ihn auf Grund des abnehmenden Bestandes als gering gefährdet (NT, Near Threatened) ein.